# Arnoglossus laterna
Arnoglossus laterna, nota in italiano come zanchetta o  suacia, è un pesce osseo marino della famiglia Bothidae.

## Distribuzione e habitat
È presente nel mar Mediterraneo e nell'Oceano Atlantico orientale tra la Norvegia e le coste africane. Nei mari italiani è comune.
Si può incontrare ad una gamma di profondità molto ampia, da 50 a 1000 metri sebbene sia comune soprattutto su fondali sabbiosi o fangosi sui 100 metri.

## Descrizione
Come tutti i pesci piatti ha corpo asimmetrico con entrambi gli occhi su un lato (in questa specie il sinistro). Il pesce ha una forma ovale. Gli occhi sono molto vicini fra loro. La bocca è ampia. I primi raggi della pinna dorsale non sono allungati, questa pinna ha 87 a 93 raggi, la pinna anale ne ha da 65 a 74. Le scaglie cadono facilmente dal corpo al semplice contatto con le mani. La linea laterale è dritta ma forma una curva verso l'alto all'altezza della pinna pettorale. Il lato cieco non porta la linea laterale.
Il colore è grigiastro o giallastro semitrasparente sul lato che porta gli occhi e roseo o biancastro s quello cieco. Il corpo e le pinne spesso sono cosparsi di puntini scuri molto piccoli.
Misura fino a 15 cm di lunghezza.

## Biologia
C'è un evidente dimorfismo sessuale, il maschio è più piccolo con bocca meno ampia. Da alcuni ittiologi del passato le femmine adulte sono state attribuite alla specie Arnoglosus macrostoma, oggi considerata sinonimo di A. laterna.

### Alimentazione
Si ciba di crostacei bentonici.

### Riproduzione
Avviene durante tutta la buona stagione. Le uova ed i giovanili prima della metamorfosi sono pelagici.

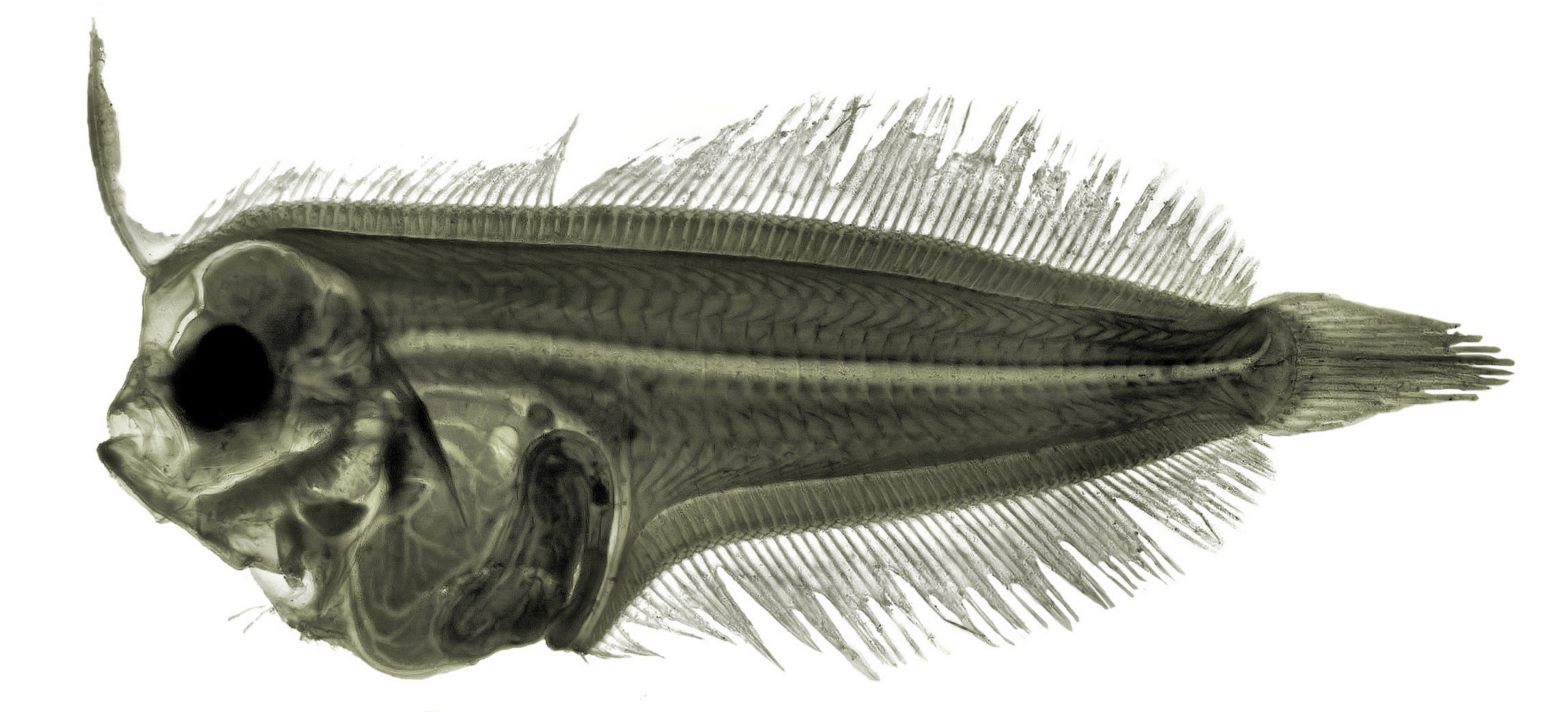
Larva di A. laterna

## Pesca
Si cattura molto di frequente con le reti a strascico ma, date le piccole dimensioni, finisce nella minutaglia per zuppe o per la frittura di paranza. Non abbocca agli ami.
Ha carni buone.

## Specie affini
La zanchetta o suacia fosca (Arnoglossus kessleri Schmidt, 1915) è molto simile alla suacia da cui si distingue per avere le squame più grandi (38-42 sulla linea laterale contro 51-56 di A. laterna), per avere 72-77 raggi sulla pinna dorsale e 51-57 nella pinna anale. Il colore è più scuro, marrone, con chiazze scure su corpo e pinne. La taglia non supera gli 8 cm. Sembra che viva a profondità minori della suacia, a non oltre 50 metri. È diffusa nel mar Mediterraneo e nel mar Nero. Nei mari italiani è molto meno comune che A. laterna.